# Związki endokrynnie czynne

Porównanie budowy naturalnego hormonu – estradiolu i jednego z alkilofenoli (4-(3,5-dimetylohept-2-ylo)fenolu), będącego związkiem endokrynnym

Związki endokrynnie czynne (EDC, z ang. endocrine disruptor chemicals/compounds) – grupa egzogennych związków chemicznych, które wpływają na funkcjonowanie układu hormonalnego (endokrynnego), w następstwie czego mogą wywołać negatywne skutki dla zdrowia organizmu.

## Występowanie związków endokrynnie czynnych
Jest to liczna i zróżnicowana grupa, do której zaliczane są zarówno substancje syntetyczne, jak i związki naturalne. Cząsteczki tych związków często zawierają atomy fluorowców bądź pierścienie aromatyczne. Pod koniec grudnia 2017 roku lista potencjalnych związków endokrynnie czynnych obejmowała ponad 1400 substancji. Substancje o potwierdzonym działaniu endokrynnym lub podejrzewane o takie działanie są powszechnie używane w wielu dziedzinach życia na całym świecie. Wykorzystuje się je m.in. jako środki ochrony roślin (np. pestycydy), plastyfikatory w przemyśle tworzyw sztucznych (ftalany), środki obniżające palność (tetrabromobisfenol A) i półprodukty przemysłowe (bisfenol A). Stosowanie ich na szeroką skalę zwiększyło narażenie ludzi w życiu codziennym. Wykrywane są w meblach, farbach, podłogach, tapicerkach samochodowych, ubraniach, w opakowaniach do żywności, butelkach, zabawkach, wypełnieniach stomatologicznych, soczewkach kontaktowych, czy sprzęcie elektronicznym.

### Przykładowe związki wykazujące działanie endokrynne
- alkilofenole (HOC
6H
4R)[12]
- bisfenol A (BPA, (HOC
6H
4)
2CH
2)[13]
- bisfenol S (BPS, (HOC
6H
4)
2SO
2)[14]
- dichlorodifenylotrichloroetan (DDT)[15]
- eter diglicydylowy bisfenolu A(inne języki) (BADGE)[16][17]
- ftalany[18]
- opóźniacze palenia[19]
- parabeny[20]
- polichlorowane bifenyle[21]
- polibromowane difenyloetery (PBDE, np. (C
6Br
5)
2O)[22]
- kwas perfluorooktanowy(inne języki) (PFOA, CF
3CF
2CF
2CF
2CF
2CF
2CF
2COOH)[23]
- triklosan (TCS)[24]

## Wpływ na układ hormonalny
Układ endokrynny składa się z gruczołów wydzielania wewnętrznego odpowiedzialnych m.in. za wydzielanie hormonów oraz z receptorów czułych na sygnały wzbudzane przez hormony. W ten sposób układ hormonalny reguluje procesy życiowe i bierze udział w podtrzymywaniu homeostazy.
Oddziaływanie związków endokrynnie czynnych na organizm może przebiegać według różnych mechanizmów, m.in. poprzez wpływanie na syntezę i wydzielanie hormonów, zaburzanie transportu hormonów w organizmie, zaburzania procesów wiązania hormonów z receptorami, czy też zmiany w metabolizmie i wydalaniu hormonów. W dodatku narażenie na niskie dawki substancji endokrynnie czynnych może w pewnych przypadkach powodować większe zaburzenia zdrowotne – zarówno dla osoby bezpośrednio narażonej na te związki, ale także dla jego dzieci i kolejnych pokoleń – niż narażenie na te substancje w dużych dawkach. Ponadto powszechne wykorzystanie wielu związków endokrynnie czynnych powoduje, że człowiek jest zazwyczaj równocześnie narażony na kilka lub więcej takich substancji, które mogą działać wobec siebie zarówno antagonistycznie (przeciwstawnie do siebie, niwelując negatywne działanie), jak i synergistycznie (wzmacniając swoje działanie).
Obecność niewielkich ilości różnych związków endokrynnie czynnych w tkankach organizmu, płynach ustrojowych (np. krwi) bądź w moczu jest powszechna, przy czym nie ma wystarczających badań pozwalających wykluczyć negatywne działanie takich ilości substancji endokrynnie czynnych na organizm. Przynajmniej część związków z tej grupy ma zdolność do bioakumulacji w organizmie, m.in. w tkance tłuszczowej.

### Możliwe skutki narażenia
Substancje zaburzające gospodarkę hormonalną w organizmie mogą przyspieszać rozwój guzów nowotworowych, a nawet powodować pojawienie się wad wrodzonych i innych zaburzeń rozwojowych. Narażenie na te substancje może powodować trudności w uczeniu się, zaburzenia koncentracji uwagi (ADHD), zaburzenia procesów poznawczych i rozwoju mózgu, a niektóre z nich, jak bisfenol A, może mieć istotny wpływ na występowanie schizofrenii. Skutkami mogą być też: otyłość, rak piersi, rak prostaty i inne nowotwory, a także choroby tarczycy, obniżenie rozrodczości oraz problemy związane z rozwojem seksualnym, takie jak feminizowanie samców lub efekty maskulinizacji u samic itp.

### Wpływ na organizm w okresie prenatalnym i po urodzeniu
Wpływ związków endokrynnych, zarówno wytwarzanych przez człowieka, jak i naturalnie występujących w przyrodzie fitoestrogenów, jest najsilniejszy w okresie płodowym i noworodkowym, kiedy organizm znajduje się w fazie najintensywniejszego wzrostu i rozwoju, a cykle metaboliczne i mechanizmy obronne są jeszcze niedojrzałe. Potwierdzono, że wiele substancji może mieć znaczący wpływ na rozwój hormonalny, neurologiczny i immunologiczny młodego organizmu, który nie jest zdolny do tak skutecznej detoksyfikacji jak osobnik dojrzały. Efekty zdrowotne narażenia we wczesnych fazach życia mogą nieść daleko idące konsekwencje w dalszym okresie życia danego organizmu.
Ekspozycja matki na EDC wpływa również na zwiększoną ekspozycję płodu (EDC wykrywane są w łożysku) i noworodka (skażone mleko matki, do którego przechodzą związki skumulowane wcześniej w tkance tłuszczowej). Ekspozycja ciężarnej kobiety na EDC może zwiększać ryzyko wad rozwojowych u dziecka oraz zmian epigenetycznych w DNA potomstwa, a w konsekwencji przyczyniać się do rozwoju chorób cywilizacyjnych w kolejnych pokoleniach.

## Metabolizm i wydalanie związków endokrynnie czynnych
Wiele z EDC, w tym bisfenol A (BPA), jedna z najlepiej opisanych substancji działających endokrynnie czynnie, ulega przemianom w wątrobie w reakcji katalizowanej przez UDP-glukuronylotransferazę (UDP-GT) i wydalane są z moczem w postaci glukuronianu lub w mniejszej ilości w formie siarczanu lub wolnej. Obecnie pojawiają się jednak przesłanki, że BPA ma zdolność do większej biokumulacji w tkance tłuszczowej i wykazuje dużo dłuższy czas połowicznego rozpadu niż wcześniej oszacowano.

## Tolerowany poziom narażenia
W 2015 roku Europejski Urząd ds. Bezpieczeństwa Żywności obniżył dla BPA wartość tolerowanej przez organizm człowieka dziennej dawki (TDI) z 50 µg/kg masy ciała/dobę do 4 µg/kg m.c./dobę.